# КрАЗ-4501
КрАЗ-4501 (англ. KrAZ 4501) — сімейство безкапотних автомобілів-шасі виробництва АвтоКрАЗ з колісною формулою 4х2 і кабіною над двигуном виробництва Hubei Qixing (модель PW21) без спального місця, подібною на кабіну MAN TGL, рядним 4-циліндровим двигуном 4,1 л Weichai WP4.1Q160E50 потужністю 170 к.с. (Євро-5) і 6-ступеневою механічною коробкою передач Fast Gear 6J70T та вантажопідйомністю 6 тонн. Повна маса автомобіля складає 11,8 т.
На шасі КрАЗ-4501Н2 можна встановлювати різні надбудови.
Шасі має можливість відбору потужності від коробки передач. Усі вузли та агрегати — полегшені. Рама — із гнутого профілю висотою 260 мм, полегшений рульовий механізм інтегрального типу, повітряні ресивери зменшеного об’єму, акумуляторні батарей також зменшеною ємності (100 А/год), є антиблокувальна система гальм (АБС). Колеса меншого типорозміру з шинами 9.00R20.
Вантажівка може мати коротку колісну базу або подовжену.
Автомобіль КрАЗ-4501Н2 вперше представлений 28 березня 2017 року.